# Municipio de San Luis Amatlán
El municipio de San Luis Amatlán (del náhuatl: Lugar de los amates) es un municipio situado en el estado mexicano de Oaxaca. Según el censo de 2020, tiene una población de 3829 habitantes. Pertenece al distrito de Miahuatlán, dentro de la región Sierra Sur. Su cabecera es la localidad de San Luis Amatlán.

## Geografía
El municipio abarca 306.21 km² y se encuentra a una altitud promedio de 1520 m s. n. m., oscilando entre 2300 y 1100 m s. n. m.
Colinda al norte con los municipios de San Juan Lachigalla, San Pedro Taviche y Santa María Zoquitlán; al este con Santa María Zoquitlán, San José Lachiguiri y San Francisco Logueche; al sur con San Cristóbal Amatlán, Miahuatlán de Porfirio Díaz y Sitio de Xitlapehua; y al oeste con Miahuatlán de Porfirio Díaz y el municipio de Coatecas Altas.

### Fisiografía
San Luis Amatlán se encuentra en la subprovincia de las sierras y valles de Oaxaca, dentro de la provincia de la Sierra Madre del Sur. El 68% de su territorio lo conforma el sistema de topoformas de la sierra baja compleja, el 18% el lomerío típico, la sierra de cumbres tendidas abarca el 9%, la llanura aluvial con lomerío el 4% y el 1% restante se reparte entre la sierra compleja y la llanura aluvial con lomerío de piso rocoso o cimentado.

### Hidrografía
El municipio pertenece a la subcuenca del río San Antonio, dentro de la cuenca del río Tehuantepec, parte de la región hidrológica de Tehuantepec. El principal afluente es el manantial El nacimiento.

## Clima
El clima del municipio es semiseco semicálido en el 90% de su superficie, seco muy cálido y cálido en el 8% de su territorio y semicálido subhúmedo con lluvias en verano en el 2% restante. El rango de temperatura promedio anual es de 18 a 20 grados celcius, el máximo promedio es de 26 a 28 grados y el mínimo promedio es de 8 a 10 grados. El rango de precipitación anual es de 600 a 800 mm y los meses de lluvias son de julio a abril.

## Demografía
De acuerdo al último censo, realizado por el INEGI en 2020, en el municipio habitan 3829 personas.

### Grado de marginación
De acuerdo a los estudios realizados por la Secretaría de Desarrollo Social en 2010, 50% de la población del municipio vive en condiciones de pobreza extrema. El grado de marginación de San Luis Amatlán es clasificado como Muy alto. En 2014 el municipio fue incluido en la Cruzada nacional contra el hambre.

## Gobierno
El municipio se rige mediante el sistema de usos y costumbres, eligiendo gobernantes cada tres años de acuerdo a un sistema establecido por las tradiciones de sus antepasados.